# 皮德利夏 (伊凡諾-法蘭科夫斯克州)
48°54′17″N 24°37′17″E / 48.90472°N 24.62139°E
皮德利夏（羅馬化：Pidlissia）是烏克蘭西部伊萬諾-弗蘭科夫斯克州伊萬諾-弗蘭科夫斯克區的村莊。該村面積13.59平方公里，2001年人口2,368。